# Station Trapani
Station Trapani is een spoorwegstation in de Italiaanse stad Trapani. Het kopstation is gelegen ten oosten van het stadscentrum aan het Piazza Umberto I en verbindt Trapani met Palermo.
Het station werd gebouwd in opdracht van de Ferrovia Sicula Occidentale en in 1880 geopend.